# Elephants Catania 2012
Questa voce raccoglie le informazioni riguardanti gli Elephants Catania nelle competizioni ufficiali della stagione 2012.

## Roster
| Roster degli Elephants Catania (2012) |
| --- |
| Quarterback - 9 Eric Marty Running Back - 1 Wesley Holland RB/DB - 1 Nate Kmic RB/LB - 27 Cristiano Marra RB/SS - 34 Roberto Paderni Wide Receiver - 13 Gregorio Barbagallo - 26 Vittorio Orlando - 28 Claudio Mangano - 80 Manuel Lo Presti - 81 Frezer Wendmagene - 82 Salvatore Persano - 88 Jacopo Succi - 89 Giorgio Santuccio Tight End - 11 Giuseppe Corsaro - 43 Giuseppe Strano TE/FB Offensive Linemen - 53 Gilberto Cocuzza C - 54 Alessio D'Arpa OG - 56 Giulio Romano OG - 63 Andrea Specchiarello OT - 74 Alessandro Granà OT - 79 Antonio Lo Grande Defensive Linemen - 55 Gianmario La Porta DE/LB - 57 Dario privitera DE/LB - 59 Gino Maria La Porta DE/LB - 65 Giuseppe Urzì - 73 Simone Restuccia - 75 Mathieu Cassaghi DE - 76 Corrado Di Martino DT - 90 Fabio Scuto DE Linebacker - 3 Gianmarco Pecoraro - 4 Massimiliano Bonomo - 38 Cristoforo Grasso - 46 Salvatore Sicali - 50 Roberto Conti - 51 Alberto Gallina - 52 Dario Cipolla - 58 Davide Leotta - 78 Fabrizio Treccarichi Defensive Back - 2 Jordan Lake FS/SS/WR - 7 Christian Costanzo CB - 21 Christian Di Mauro FS - 31 Antonello Gulisano CB - 35 Claudio Salatino CB - 42 Alfio Sciacca - 48 Renato Gargiulo SS - 99 Claudio Caruso CB Special Team {{{st}}} Coaching staff - Jag Bal |

## Italian Football League 2012

### Regular season
| Milano 10 marzo 2012, ore 14:00 CEST 3ª giornata | Seamen Milano | 35 – 51 (7-6 15-8 0-23 13-14) | Elephants Catania | Velodromo Maspes-Vigorelli, via Arona 19 (200 spett.) |
| \| \| \| \| \| Di Michele An. Q1 (TD) 56yd pass da LaSecla Gozzani C. Q1 (pat) LaSecla Q2 (TD) 1yd run Vjero E. Q2 (tpc) rush Bonaparte D. Q2 (TD) 12yd pass da LaSecla Nardin L. Q2 (pat) Vjero E. Q4 (TD) 4yd pass da LaSecla Mazzarelli N. Q4 (pat) Piloni E. Q4 (TD) 12yd pass da LaSecla \| Marcatori \| Kmic N. Q1 (TD) 1yd run Barbagallo G. Q2 (TD) 30yd pass da Marty E. Strano G. Q2 (tpc) pass da Marty E. Barbagallo G. Q3 (TD) 42yd pass da Marty E. Barbagallo G. Q3 (tpc) pass da Marty E. Kmic N. Q3 (TD) 22yd pass da Marty E. Kmic N. Q3 (pat) Kmic N. Q3 (TD) 4yd pass da Marty E. Kmic N. Q3 (tpc) rush Kmic N. Q4 (TD) 10yd pass da Marty E. Kmic N. Q4 (pat) Kmic N. Q4 (TD) 12yd run Kmic N. Q3 (pat) \| |               | |                   |                                                       |
| |               | |                   |                                                       |
| Di Michele An. Q1 (TD) 56yd pass da LaSecla Gozzani C. Q1 (pat) LaSecla Q2 (TD) 1yd run Vjero E. Q2 (tpc) rush Bonaparte D. Q2 (TD) 12yd pass da LaSecla Nardin L. Q2 (pat) Vjero E. Q4 (TD) 4yd pass da LaSecla Mazzarelli N. Q4 (pat) Piloni E. Q4 (TD) 12yd pass da LaSecla | Marcatori     | Kmic N. Q1 (TD) 1yd run Barbagallo G. Q2 (TD) 30yd pass da Marty E. Strano G. Q2 (tpc) pass da Marty E. Barbagallo G. Q3 (TD) 42yd pass da Marty E. Barbagallo G. Q3 (tpc) pass da Marty E. Kmic N. Q3 (TD) 22yd pass da Marty E. Kmic N. Q3 (pat) Kmic N. Q3 (TD) 4yd pass da Marty E. Kmic N. Q3 (tpc) rush Kmic N. Q4 (TD) 10yd pass da Marty E. Kmic N. Q4 (pat) Kmic N. Q4 (TD) 12yd run Kmic N. Q3 (pat) |                   |                                                       |

| Catania 18 marzo 2012, ore 13:00 CEST 4ª giornata | Elephants Catania | 27 – 37 (0-13 21-21 0-3 6-0) | Energy Building Dolphins Ancona | C.S. CUS Catania, via Santa Sofia (200 spett.) |
| \| \| \| \| \| Lake J. Q2 (TD) 9yd pass da Marty E. Kmic N. Q2 (pat) Lake J. Q2 (TD) 89yd kickoff return Kmic N. Q2 (pat) Kmic N. Q2 (TD) 45yd interception return Kmic N. Q2 (pat) Kmic N. Q4 (TD) 76yd pass da Marty E. \| Marcatori \| Rosnick D. Q1 (TD) 4yd pass da Pentello R. Morichi M. Q1 (pat) Marchini M. Q1 (TD) 19yd pass da Pentello R. Marchini M. Q1 (TD) 38yd pass da Pentello R. Morichi M. Q1 (pat) Limitone F. Q2 (TD) 5yd pass da Pentello R. Morichi M. Q2 (pat) Rosnick D. Q2 (TD) 10yd pass da Pentello R. Morichi M. Q2 (pat) Morichi M. Q3 (FG) 28yd field goal \| |                   | |                                 |                                                |
| |                   | |                                 |                                                |
| Lake J. Q2 (TD) 9yd pass da Marty E. Kmic N. Q2 (pat) Lake J. Q2 (TD) 89yd kickoff return Kmic N. Q2 (pat) Kmic N. Q2 (TD) 45yd interception return Kmic N. Q2 (pat) Kmic N. Q4 (TD) 76yd pass da Marty E. | Marcatori         | Rosnick D. Q1 (TD) 4yd pass da Pentello R. Morichi M. Q1 (pat) Marchini M. Q1 (TD) 19yd pass da Pentello R. Marchini M. Q1 (TD) 38yd pass da Pentello R. Morichi M. Q1 (pat) Limitone F. Q2 (TD) 5yd pass da Pentello R. Morichi M. Q2 (pat) Rosnick D. Q2 (TD) 10yd pass da Pentello R. Morichi M. Q2 (pat) Morichi M. Q3 (FG) 28yd field goal |                                 |                                                |

| Bologna 1º aprile 2012, ore 14:30 CEST 5ª giornata | Elmo Doves Bologna | 14 – 55 (7-26 0-16 0-13 7-0) | Elephants Catania | C.S. Bernardi, via degli Orti 60 (60 spett.) |
| \| \| \| \| \| Devlin M. Q1 (TD) 53yd pass da Ashburn W. Manfredini M. Q1 (pat) Ashburn W. Q4 (TD) 2yd run Manfredini M. Q4 (pat) \| Marcatori \| Mangano C. Q1 (TD) 13yd pass da Marty E. Kmic N. Q1 (TD) 8yd run Kmic N. Q1 (pat) Kmic N. Q1 (TD) 22yd pass da Marty E. Kmic N. Q1 (pat) Lake J. Q1 (TD) 62yd kickoff return Corsaro G. Q2 (FG) 21yd field goal Kmic N. Q2 (TD) 45yd run Kmic N. Q2 (pat) Lake J. Q2 (TD) 66yd pass da Marty E. Barbagallo G. Q3 (TD) 11yd pass da Marty E. Mangano C. Q3 (TD) 1yd pass da Marty E. Kmic N. Q3 (pat) \| |                    | |                   |                                              |
| |                    | |                   |                                              |
| Devlin M. Q1 (TD) 53yd pass da Ashburn W. Manfredini M. Q1 (pat) Ashburn W. Q4 (TD) 2yd run Manfredini M. Q4 (pat) | Marcatori          | Mangano C. Q1 (TD) 13yd pass da Marty E. Kmic N. Q1 (TD) 8yd run Kmic N. Q1 (pat) Kmic N. Q1 (TD) 22yd pass da Marty E. Kmic N. Q1 (pat) Lake J. Q1 (TD) 62yd kickoff return Corsaro G. Q2 (FG) 21yd field goal Kmic N. Q2 (TD) 45yd run Kmic N. Q2 (pat) Lake J. Q2 (TD) 66yd pass da Marty E. Barbagallo G. Q3 (TD) 11yd pass da Marty E. Mangano C. Q3 (TD) 1yd pass da Marty E. Kmic N. Q3 (pat) |                   |                                              |

| Catania 15 aprile 2012, ore 13:30 CEST 7ª giornata | Elephants Catania | 20 – 17 (12-10 0-0 8-7 0-0) | Panthers Parma | C.S. CUS Catania, via Santa Sofia (150 spett.) |
| \| \| \| \| \| Barbagallo G. Q1 (TD) 30yd pass da Marty E. Marty E. Q1 (TD) 14yd run Lake J. Q3 (TD) 6yd pass da Marty E. Barbagallo G. Q4 (tpc) pass da Marty E. \| Marcatori \| Finadri T. Q1 (TD) 32yd pass da Monardi T. Vergazzoli A. Q1 (pat) Vergazzoli A. Q1 (FG) 32yd field goal Grayson K. Q3 (TD) 66yd kickoff return Vergazzoli A. Q3 (pat) \| |                   | |                |                                                |
| |                   | |                |                                                |
| Barbagallo G. Q1 (TD) 30yd pass da Marty E. Marty E. Q1 (TD) 14yd run Lake J. Q3 (TD) 6yd pass da Marty E. Barbagallo G. Q4 (tpc) pass da Marty E. | Marcatori         | Finadri T. Q1 (TD) 32yd pass da Monardi T. Vergazzoli A. Q1 (pat) Vergazzoli A. Q1 (FG) 32yd field goal Grayson K. Q3 (TD) 66yd kickoff return Vergazzoli A. Q3 (pat) |                |                                                |

| Arbitro: | Luca Scrignani |

| |           | |
| Connors T. Q1 (TD) 2yd pass da Bonacci M. Palminteri F. Q1 (pat) Connors T. Q2 (TD) 62yd pass da Bonacci M. Harris H. Q2 (TD) 46yd run Harris H. Q4 (TD) 3yd run Connors T. Q4 (TD) rush Connors T. Q4 (TD) 12yd pass da Bonacci M. | Marcatori | Lake J. Q1 (TD) 29yd pass da Marty E. Lake J. Q2 (TD) 40yd pass da Marty E. D'Arpa A. Q2 (pat) Lake J. Q3 (TD) 20yd pass da Marty E. D'Arpa A. Q3 (pat) Mangano C. Q3 (TD) 37yd pass da Marty E. D'Arpa A. Q3 (pat) Marty E. Q4 (TD) 1yd run D'Arpa A. Q4 (pat) Marty E. Q4 (TD) 1yd run D'Arpa A. Q4 (pat) |

| Scandiano 28 aprile 2012, ore 13:30 CEST 9ª giornata | Hogs Reggio Emilia | 28 – 35 OT (0-7 7-0 7-14 14-7 0-7OT) | Elephants Catania | Stadio Torelli, via Togliatti (100 spett.) |
| \| \| \| \| \| Jimenez Morgan D. Q2 (TD) 6yd run Iotti N. Q2 (pat) Bayer B. Q3 (TD) 58yd run Iotti N. Q3 (pat) Bayer B. Q4 (TD) 9yd run Iotti N. Q4 (pat) Jimenez Morgan D. Q4 (TD) 1yd run Iotti N. Q4 (pat) \| Marcatori \| Lake J. Q1 (TD) 36yd pass da Marty E. D'Arpa A. Q1 (pat) Mangano C. Q3 (TD) 36yd pass da Marty E. Mangano C. Q3 (TD) 2yd pass da Marty E. Lake J. Q3 (tpc) pass da Marty E. Barbagallo G. Q4 (TD) 6yd pass da Marty E. Lake J. Q4 (pat) Lake J. (OT) (TD) 9yd pass da Marty E. Lake J. (OT) (pat) \| |                    | |                   |                                            |
| |                    | |                   |                                            |
| Jimenez Morgan D. Q2 (TD) 6yd run Iotti N. Q2 (pat) Bayer B. Q3 (TD) 58yd run Iotti N. Q3 (pat) Bayer B. Q4 (TD) 9yd run Iotti N. Q4 (pat) Jimenez Morgan D. Q4 (TD) 1yd run Iotti N. Q4 (pat) | Marcatori          | Lake J. Q1 (TD) 36yd pass da Marty E. D'Arpa A. Q1 (pat) Mangano C. Q3 (TD) 36yd pass da Marty E. Mangano C. Q3 (TD) 2yd pass da Marty E. Lake J. Q3 (tpc) pass da Marty E. Barbagallo G. Q4 (TD) 6yd pass da Marty E. Lake J. Q4 (pat) Lake J. (OT) (TD) 9yd pass da Marty E. Lake J. (OT) (pat) |                   |                                            |

| Catania 6 maggio 2012, ore 14:00 CEST 10ª giornata | Elephants Catania | 44 – 24 (6-0 18-8 8-8 12-8) | Daemons Martesana | C.S. CUS Catania, via Santa Sofia (150 spett.) |
| \| \| \| \| \| Mangano C. Q1 (TD) 11yd pass da Marty E. Barbagallo G. Q2 (TD) 44yd pass da Marty E. Lake J. Q2 (TD) 94yd pass da Marty E. Strano G. Q2 (TD) 12yd pass da Marty E. Holland W. Q3 (TD) 23yd pass da Marty E. Marty E. Q3 (tpc) rush Lake J. Q4 (TD) 14yd pass da Marty E. Mangano C. Q4 (TD) 6yd pass da Marty E. \| Marcatori \| Culbert M. Q2 (TD) 10yd run Culbert M. Q2 (tpc) rush Franklin J. Q3 (TD) 28yd run Di Tunisi S. Q3 (tpc) pass da Franklin J. Franklin J. Q4 (TD) 10yd run Culbert M. Q2 (tpc) rush \| |                   | |                   |                                                |
| |                   | |                   |                                                |
| Mangano C. Q1 (TD) 11yd pass da Marty E. Barbagallo G. Q2 (TD) 44yd pass da Marty E. Lake J. Q2 (TD) 94yd pass da Marty E. Strano G. Q2 (TD) 12yd pass da Marty E. Holland W. Q3 (TD) 23yd pass da Marty E. Marty E. Q3 (tpc) rush Lake J. Q4 (TD) 14yd pass da Marty E. Mangano C. Q4 (TD) 6yd pass da Marty E. | Marcatori         | Culbert M. Q2 (TD) 10yd run Culbert M. Q2 (tpc) rush Franklin J. Q3 (TD) 28yd run Di Tunisi S. Q3 (tpc) pass da Franklin J. Franklin J. Q4 (TD) 10yd run Culbert M. Q2 (tpc) rush |                   |                                                |

| Catania 13 maggio 2012, ore 13:30 CEST 11ª giornata | Elephants Catania | 65 – 41 (18-21 27-14 13-6 7-0) | Warriors Bologna | C.S. CUS Catania, via Santa Sofia (150 spett.) |
| \| \| \| \| \| Lake J. Q1 (TD) 48yd pass da Marty E. Mangano C. Q1 (TD) 48yd pass da Marty E. Holland W. Q1 (TD) 2yd run Strano G. Q2 (TD) 54yd pass da Marty E. Marty E. Q2 (pat) Holland W. Q2 (TD) 64yd kickoff return Marty E. Q2 (pat) Lake J. Q2 (TD) 2yd run Marty E. Q2 (pat) Lake J. Q2 (TD) 84yd interception return Holland W. Q3 (TD) 13yd pass da Marty E. Barbagallo G. Q3 (TD) 30yd pass da Marty E. Marty E. Q3 (pat) Holland W. Q4 (TD) 25yd run Marty E. Q4 (pat) \| Marcatori \| Panzani M. Q1 (TD) 6yd pass da Watt E. Guerra M. Q1 (pat) Peoples W. Jr. Q1 (TD) 19yd run Guerra M. Q1 (pat) Scott J. Q1 (TD) 9yd run Guerra M. Q1 (pat) Peoples W. Jr. Q2 (TD) 37yd pass da Watt E. Guerra M. Q2 (pat) Peoples W. Jr. Q2 (TD) 1yd run Guerra M. Q2 (pat) Scott J. Q3 (TD) 4yd run \| |                   | |                  |                                                |
| |                   | |                  |                                                |
| Lake J. Q1 (TD) 48yd pass da Marty E. Mangano C. Q1 (TD) 48yd pass da Marty E. Holland W. Q1 (TD) 2yd run Strano G. Q2 (TD) 54yd pass da Marty E. Marty E. Q2 (pat) Holland W. Q2 (TD) 64yd kickoff return Marty E. Q2 (pat) Lake J. Q2 (TD) 2yd run Marty E. Q2 (pat) Lake J. Q2 (TD) 84yd interception return Holland W. Q3 (TD) 13yd pass da Marty E. Barbagallo G. Q3 (TD) 30yd pass da Marty E. Marty E. Q3 (pat) Holland W. Q4 (TD) 25yd run Marty E. Q4 (pat) | Marcatori         | Panzani M. Q1 (TD) 6yd pass da Watt E. Guerra M. Q1 (pat) Peoples W. Jr. Q1 (TD) 19yd run Guerra M. Q1 (pat) Scott J. Q1 (TD) 9yd run Guerra M. Q1 (pat) Peoples W. Jr. Q2 (TD) 37yd pass da Watt E. Guerra M. Q2 (pat) Peoples W. Jr. Q2 (TD) 1yd run Guerra M. Q2 (pat) Scott J. Q3 (TD) 4yd run |                  |                                                |

| Ostia 20 maggio 2012, ore 13:00 CEST 12ª giornata | MisterSex Marines Lazio | 42 – 57 (6-14 22-20 8-8 6-15) | Elephants Catania | Stadio P. Giannattasio, via Mar Arabico (150 spett.) |
| \| \| \| \| \| Pervis V. Q1 (TD) 28yd pass da Bedwell S. Pervis V. Q2 (TD) 26yd pass da Bedwell S. Giannetta E. Q2 (tpc) pass da Bedwell S. Pruitt K. Q2 (TD) 24yd pass da Bedwell S. Bedwell S. Q2 (TD) 2run Pruitt K. Q2 (tpc) pass da Bedwell S. Pervis V. Q3 (TD) 2yd run Pervis V. Q3 (tpc) pass da Bedwell S. Giannetta E. Q4 (TD) pass da Pervis V. \| Marcatori \| Lake J. Q1 (TD) 4yd pass da Marty E. Marty E. Q1 (pat) Holland W. Q1 (TD) 25yd pass da Marty E. Lake J. Q1 (pat) Mangano C. Q2 (TD) 44yd pass da Marty E. Lake J. Q2 (TD) 75yd kickoff return Lake J. Q2 (TD) 45yd pass da Marty E. Holland W. Q2 (tpc) rush Barbagallo G. Q3 (TD) 73yd pass da Marty E. Holland W. Q3 (tpc) rush Holland W. Q4 (TD) 3yd run Barbagallo G. Q4 (tpc) pass da Marty E. Strano G. Q4 (TD) 28yd pass da Marty E. Marty E. Q4 (pat) \| |                         | |                   |                                                      |
| |                         | |                   |                                                      |
| Pervis V. Q1 (TD) 28yd pass da Bedwell S. Pervis V. Q2 (TD) 26yd pass da Bedwell S. Giannetta E. Q2 (tpc) pass da Bedwell S. Pruitt K. Q2 (TD) 24yd pass da Bedwell S. Bedwell S. Q2 (TD) 2run Pruitt K. Q2 (tpc) pass da Bedwell S. Pervis V. Q3 (TD) 2yd run Pervis V. Q3 (tpc) pass da Bedwell S. Giannetta E. Q4 (TD) pass da Pervis V. | Marcatori               | Lake J. Q1 (TD) 4yd pass da Marty E. Marty E. Q1 (pat) Holland W. Q1 (TD) 25yd pass da Marty E. Lake J. Q1 (pat) Mangano C. Q2 (TD) 44yd pass da Marty E. Lake J. Q2 (TD) 75yd kickoff return Lake J. Q2 (TD) 45yd pass da Marty E. Holland W. Q2 (tpc) rush Barbagallo G. Q3 (TD) 73yd pass da Marty E. Holland W. Q3 (tpc) rush Holland W. Q4 (TD) 3yd run Barbagallo G. Q4 (tpc) pass da Marty E. Strano G. Q4 (TD) 28yd pass da Marty E. Marty E. Q4 (pat) |                   |                                                      |

| Catania 27 maggio 2012, ore 14:00 CEST 13ª giornata | Elephants Catania | 42 – 27 (14-7 21-7 13-7 0-6) | Lions Bergamo | C.S. CUS Catania, via Santa Sofia (250 spett.) |
| \| \| \| \| \| Lake J. Q1 (TD) 25yd pass da Marty E. Lake J. Q1 (TD) 5yd pass da Marty E. Holland W. Q1 (tpc) rush Holland W. Q2 (TD) 1yd run Marty E. Q2 (pat) Lake J. Q2 (TD) 59yd pass da Marty E. Marty E. Q2 (pat) Holland W. Q2 (TD) 15yd pass da Marty E. Marty E. Q2 (pat) Lake J. Q3 (TD) 5yd pass da Marty E. Marty E. Q3 (pat) \| Marcatori \| Huffman D. Q1 (TD) 16yd run Marone E. Q1 (pat) Forte D. Q2 (TD) 9yd run Marone E. Q2 (pat) Huffman D. Q3 (TD) 18yd run Marone E. Q3 (pat) Huffman D. Q4 (TD) 1yd run \| |                   | |               |                                                |
| |                   | |               |                                                |
| Lake J. Q1 (TD) 25yd pass da Marty E. Lake J. Q1 (TD) 5yd pass da Marty E. Holland W. Q1 (tpc) rush Holland W. Q2 (TD) 1yd run Marty E. Q2 (pat) Lake J. Q2 (TD) 59yd pass da Marty E. Marty E. Q2 (pat) Holland W. Q2 (TD) 15yd pass da Marty E. Marty E. Q2 (pat) Lake J. Q3 (TD) 5yd pass da Marty E. Marty E. Q3 (pat) | Marcatori         | Huffman D. Q1 (TD) 16yd run Marone E. Q1 (pat) Forte D. Q2 (TD) 9yd run Marone E. Q2 (pat) Huffman D. Q3 (TD) 18yd run Marone E. Q3 (pat) Huffman D. Q4 (TD) 1yd run |               |                                                |

| Catania 3 giugno 2012, ore 14:00 CEST 14ª giornata | Elephants Catania | 14 – 41 (7-7 0-14 0-0 7-20) | Sampla Belting Rhinos Milano | Stadio Santa Maria Goretti, via Santa Maria Goretti (200 spett.) |
| \| \| \| \| \| Lake J. Q1 (TD) 46yd pass da Marty E. Marty E. Q1 (pat) Barbagallo G. Q4 (TD) 3yd pass da Marty E. Marty E. Q4 (pat) \| Marcatori \| Arioli G. Q1 (TD) 29yd pass da Harris T. Arioli G. Q1 (pat) Olson L. Q2 (TD) 34yd pass da Harris T. Arioli G. Q2 (pat) Olson L. Q2 (TD) 66yd pass da Harris T. Arioli G. Q2 (pat) Arioli G. Q4 (TD) 17yd pass da Harris T. Arioli G. Q4 (pat) Schulters J. Q4 (TD) 2yd run Aletti M. Q4 (TD) 35yd interception return Arioli G. Q4 (pat) \| |                   | |                              |                                                                  |
| |                   | |                              |                                                                  |
| Lake J. Q1 (TD) 46yd pass da Marty E. Marty E. Q1 (pat) Barbagallo G. Q4 (TD) 3yd pass da Marty E. Marty E. Q4 (pat) | Marcatori         | Arioli G. Q1 (TD) 29yd pass da Harris T. Arioli G. Q1 (pat) Olson L. Q2 (TD) 34yd pass da Harris T. Arioli G. Q2 (pat) Olson L. Q2 (TD) 66yd pass da Harris T. Arioli G. Q2 (pat) Arioli G. Q4 (TD) 17yd pass da Harris T. Arioli G. Q4 (pat) Schulters J. Q4 (TD) 2yd run Aletti M. Q4 (TD) 35yd interception return Arioli G. Q4 (pat) |                              |                                                                  |

### Playoff
| Catania 24 giugno 2012, ore 15:00 CEST Semifinale | Elephants Catania | 30 – 27 (7-6 16-8 7-13 0-0) | Giants Bolzano | Stadio Santa Maria Goretti, via Santa Maria Goretti (250 spett.) |
| \| \| \| \| \| Strano G. Q1 (TD) 25yd pass da Marty E. Marty E. Q1 (pat) Marty E. Q2 (TD) 1yd run Marty E. Q2 (pat) Lake J. Q2 (TD) 10yd pass da Marty E. Marty E. Q2 (pat) Gallina A. Q2 (saf) safety. Barbagallo G. Q3 (TD) 34yd pass da Marty E. Marty E. Q3 (pat) \| Marcatori \| Hicks X. Q1 (TD) 3yd run Hicks X. Q2 (TD) 2yd run Hicks X. Q2 (tpc) rush Harris H. Q3 (TD) 4yd run Harris H. Q3 (pat) Bonacci M. Q3 (TD) 31yd pass da Hicks X. \| |                   | |                |                                                                  |
| |                   | |                |                                                                  |
| Strano G. Q1 (TD) 25yd pass da Marty E. Marty E. Q1 (pat) Marty E. Q2 (TD) 1yd run Marty E. Q2 (pat) Lake J. Q2 (TD) 10yd pass da Marty E. Marty E. Q2 (pat) Gallina A. Q2 (saf) safety. Barbagallo G. Q3 (TD) 34yd pass da Marty E. Marty E. Q3 (pat) | Marcatori         | Hicks X. Q1 (TD) 3yd run Hicks X. Q2 (TD) 2yd run Hicks X. Q2 (tpc) rush Harris H. Q3 (TD) 4yd run Harris H. Q3 (pat) Bonacci M. Q3 (TD) 31yd pass da Hicks X. |                |                                                                  |

| Arbitro: | Catalfamo |

| |           | |
| Strano G. Q1 (TD) 21yd pass da Marty E. Lake J. Q1 (TD) 50yd interception return Holland W. Q1 (TD) 2yd run Holland W. Q2 (TD) 96yd kickoff return Lake J. Q1 (TD) 18yd pass da Marty E. Holland W. Q3 (TD) 4yd run Lake J. Q3 (TD) 2yd run Marty E. Q3 (pat) | Marcatori | Finadri T. Q1 (TD) 15yd pass da Monardi T. Vergazzoli A. Q1 (pat) Taylor-Spears Q2 (TD) 5yd run Vergazzoli A. Q2 (pat) Grayson K. Q2 (TD) 24yd pass da Monardi T. Vergazzoli A. Q2 (pat) Grayson K. Q2 (TD) 58yd pass da Monardi T. Vergazzoli A. Q2 (pat) Taylor-Spears Q2 (TD) 30yd run Vergazzoli A. Q2 (pat) Vergazzoli A. Q2 (FG) 32yd field goal Grayson K. Q3 (TD) 17yd pass da Monardi T. Vergazzoli A. Q3 (pat) Grayson K. Q3 (tpc) PAT return Taylor-Spears Q3 (TD) 49yd run Vergazzoli A. (q32) (pat) Finadri T. Q4 (TD) 32yd pass da Monardi T. Vergazzoli A. Q4 (pat) |

## Statistiche di squadra
| Competizione | %Vittorie | In casa | In casa | In casa | In casa | In casa | In casa | In trasferta | In trasferta | In trasferta | In trasferta | In trasferta | In trasferta | Totale | Totale | Totale | Totale | Totale | Totale |
| Competizione | %Vittorie | G       | V       | N       | P       | Pf      | Ps      | G            | V            | N            | P            | Pf           | Ps           | G      | V      | N      | P      | Pf     | Ps     |
| ------------ | --------- | ------- | ------- | ------- | ------- | ------- | ------- | ------------ | ------------ | ------------ | ------------ | ------------ | ------------ | ------ | ------ | ------ | ------ | ------ | ------ |
| Campionato   | .818      | 6       | 4       | 0       | 2       | 214     | 187     | 5            | 5            | 0            | 0            | 239          | 152          | 11     | 9      | 0      | 2      | 453    | 339    |
| Playoff      | .500      | 1       | 1       | 0       | 0       | 30      | 27      | 1            | 0            | 0            | 1            | 43           | 61           | 2      | 1      | 0      | 1      | 73     | 88     |
| Totale       | .769      | 7       | 5       | 0       | 2       | 244     | 214     | 6            | 5            | 0            | 1            | 282          | 213          | 13     | 10     | 0      | 3      | 526    | 427    |